# Buglozoides
Buglozoides  (lat. Buglossoides), rod jednogodišnjih biljaka ili trajnica iz porodice Boraginaceae smješten u tribus Lithospermeae. Postoji šest vrsta rasprostranjenih po Euroaziji, nekloliko vrsta i u Hrvatskoj: odebljala biserka (B. incrassata), bijela biserka (B. arvensis) i biserka sitnocvjetna (B. tenuiflora)

## Vrste
1. Buglossoides arvensis (L.) I.M.Johnst.
2. Buglossoides czernjajevii (Klokov & Des.-Shost.) Czerep.
3. Buglossoides glandulosa (Velen.) R.Fern.
4. Buglossoides incrassata (Guss.) I.M.Johnst.
5. Buglossoides minima (Moris) R.Fern.
6. Buglossoides tenuiflora (L.f.) I.M.Johnst.